# Buffalo Springfield
Buffalo Springfield byla vlivná folk rocková skupina ve které v 60. letech působili hudebníci Neil Young, Stephen Stills, Richie Furay a Jim Messina.

## Historie

### Původ skupiny
Skupina Buffalo Springfield byla založena začátkem roku 1966, ale za její vznik je možné považovat okamžik, kdy se Neil Young a Stephen Stills poprvé potkali ve folkovém klubu v Thunder Bay, Ontario. Young tam byl s The Squires, skupinou kterou vedl od února 1963, Stephen Stills byl na turné s folk-rockovou skupinou The Company.
Za nějaký čas, když se skupina The Company na konci turné rozpadla, Stills se přestěhoval na západní pobřeží Spojených států, kde pracoval jako studiový hudebník, mezi jinými pro The Monkees. Producent Barry Friedman mu řekl, že by pro něj měl práci, kdyby si založil vlastní skupinu. Stills pozval hráče z Au Go Go Singers, Richie Furaye a bývalého baskytaristu ze Squires Kena Kobluna, aby se k němu v Kalifornii přidali.
Začátkem roku 1966 potkal Young v Torontu Bruce Palmera, který hrál na basovou kytaru ve skupině The Mynah Birds. Protože potřebovali kytaristu, Palmer navrhl Youngovi, aby se připojil a ten nabídku přijal. Mynah Birds měli nahrávat album preo Motown Records, ale jejich zpěvák Rick James byl uvězněn za nekrytou směnku a skupina se tak rozpadla. Young a Palmer se rozhodli přesunout do Los Angeles, kde doufali že se dají dohromady se Stillsem.
Zhruba po týdnu, kdy byli rozladěni neúspěšným hledáním Stillse a rozhodli se opustit San Francisco, stáli v dopravní zácpě na Sunset Boulevard v Los Angeles, když Stills a Furay poznali Youngova Pontiaca ročník 1953, který stál v opačném směru. Po chvilce pokřikování a mávání Furay přejel na zákazu otáčení do stejného směru a ti čtyři se konečně setkali. Ani ne za týden se k nim na základě doporučení manažera The Byrds, Jima Dicksona, přidal bubeník Dewey Martin, který hrál s takovými umělci country music, jako Patsy Cline a The Dillards.
Jméno skupiny převzali z nápisu na parním válci, který byl vyroben ve společnosti Buffalo-Springfield Roller Company a parkoval na ulici před Friedmanovým domem (kde Stills a Furay přebývali). Nová skupina debutovala 11. dubna 1966 v klubu The Troubadour v Hollywoodu. O pár dnů později začali turné po Kalifornii jako předkapela skupin The Dillards a Byrds.

## Diskografie
| Datum oficiálního vydání | Titul                                                      | Datum nahrávky           | Pozice v žebříčku časopisu Billboard |
| říjen 1966               | Buffalo Springfield                                        | 1966                     | 80 (reedice 5)                       |
| listopad 1967            | Buffalo Springfield Again                                  | březen - říjen 1967      | 44                                   |
| červenec 1968            | Last Time Around                                           | 1967 - duben 1968        | 42                                   |
| 1969                     | Retrospective: The Best of Buffalo Springfield (kompilace) | červen 1966 - duben 1968 | -                                    |
| 1973                     | Buffalo Springfield (Collection) (kompilace)               | červen 1966 - duben 1968 | -                                    |
| 17. července, 2001       | Buffalo Springfield (box set) (kompilace)                  | červen 1966 - duben 1968 | 194                                  |